# Líneas Aéreas del Estado
Líneas Aéreas del Estado – argentyńska linia lotnicza z siedzibą w Buenos Aires.